# Notoxus fenyesi
Notoxus fenyesi är en skalbaggsart som beskrevs av Chandler 1982. Notoxus fenyesi ingår i släktet Notoxus och familjen kvickbaggar. Inga underarter finns listade i Catalogue of Life.